# Zhou Jianping
Zhou Jianping  (chinesisch 周建平, Pinyin Zhōu Jiànpíng), * 13. Januar 1957 im Kreis Yuanling der bezirksfreien Stadt Huaihua, Provinz Hunan, ist ein chinesischer Raumfahrtingenieur. Er gehört zur 3. Generation der chinesischen Raumfahrtingenieure und ist seit 2006 der Technische Direktor des bemannten Raumfahrtprogramms der Volksrepublik China.

## Jugend und Studium
Zhou Jianping stammt aus einer abgelegenen Berggegend in Westhunan, an sich keine gute Voraussetzung für eine akademische Laufbahn. Nach dem Ausbruch der Kulturrevolution 1966 kam jedoch eine Gruppe Absolventen von Spitzenuniversitäten des Landes als sogenannte „Jugendliche mit Schulbildung“ (知识青年) an das Gymnasium in seinem Heimatort, um dort im Rahmen der Landarbeit-Bewegung (上山下乡运动 bzw. „Hinauf auf die Berge und hinunter aufs Land“) die Kinder zu unterrichten. Bereits in der Unterstufe fiel Zhou Jianping den Junglehrern als intelligent und lernwillig auf, und sie besorgten ihm Lehrbücher für die Oberstufe. In der Oberstufe des Gymnasiums versorgten sie ihn mit einführenden Lehrbüchern für Mathematik und Physik an Hochschulen. Wenn er etwas nicht verstand, fanden sie Kollegen, die ihm das erklärten.
Nach dem Gymnasium – die Abiturprüfungen waren 1966 abgeschafft worden – arbeitete Zhou Jianping ab 1975 zunächst selbst als Jugendlicher mit Schulbildung in der Volkskommune Drachentiger (龙虎公社) im Kreis Taoyuan im Norden von Hunan, danach unter Tage in der Xiangxi-Goldmine in Nordwesthunan.
Als Ende 1977 die Abiturprüfungen wieder eingeführt wurden, nahm er, nachdem er seine Schulkenntnisse neben der Arbeit einen Monat lang aufgefrischt hatte, sofort teil. Er bestand mit gutem Ergebnis und wurde an der damaligen Polytechnischen Akademie Changsha aufgenommen. Zum Sommersemester 1978 begann er dort an der Fakultät für Raumfahrttechnik (航天系) ein Studium der Mechanik fester Körper, wo er sich auf die Zugfestigkeit der Stützstrukturen von Raumflugkörpern spezialisierte. Diesen Studiengang schloss er 1981 mit dem Vordiplom ab.
1982 ging er für das Hauptstudium an die Technische Universität Dalian, wo er 1984 sein Ingenieurdiplom in Technischer Mechanik machte. Anschließend ging er wieder nach Changsha an seine alte Hochschule zurück, die am 1. Oktober 1978 in eine Militärakademie umgewandelt worden war, die Universität für Wissenschaft und Technik der Landesverteidigung der chinesischen Volksbefreiungsarmee. Er schrieb sich an der Fakultät für Angewandte Mechanik (应用力学系) ein und promovierte im Oktober 1989 in Mechanik fester Körper.

## Lehrtätigkeit
Nach der Promotion blieb Zhou Jianping an der Universität für Wissenschaft und Technik der Landesverteidigung. Er wechselte an die Fakultät für Raumfahrttechnik (航天技术系), wo er zunächst drei Jahre als Dozent tätig war. 1992, im Alter von 35 Jahren, wurde er dort zum Professor berufen. Bereits am 17. Januar 1992, noch vor seiner Ernennung zum Professor, wurde er in die „Arbeitsgruppe Machbarkeitsstudie bemanntes Raumfahrtprogramm“ (载人飞船工程可行性论证组) bei der Kommission für Wissenschaft, Technik und Industrie für Landesverteidigung berufen, die unter der Leitung von Wang Yongzhi einen konkreten, den damaligen technischen und wirtschaftlichen Möglichkeiten Chinas angemessen Weg zur bemannten Raumfahrt finden sollte.
Am 1. August 1992 war das Programm, das in drei Phasen unterteilt war, fertig ausgearbeitet und wurde Premierminister Li Peng vorgestellt:
1. Start zweier unbemannter und eines bemannten Raumschiffs, Durchführung von wissenschaftlichen Experimenten
2. Meisterung der Technologie für Außenbordeinsätze und Rendezvous-Manöver; Start eines kurzzeitig bewohnten Weltraumlabors
3. Bau einer 20 Tonnen schweren, langfristig besetzten Raumstation[6][7]

Nach dem Abschluss der Studie – am 21. September 1992 wurde das bemannte Raumfahrtprogramm vom  Ständigen Ausschuss des Politbüros der Kommunistischen Partei Chinas in dieser Form gebilligt – kehrte Zhou Jianping nach Changsha zurück und nahm seine Lehrtätigkeit als Professor auf. 1993 wurde er für ein Auslandsstudium in die USA geschickt, von wo er 1995 zurückkehrte und dann wieder an der Fakultät für Raumfahrttechnik in Changsha unterrichtete.
Dort befasste er sich unter anderem zusammen mit Zhang Hailian (张海联, seit Mai 2023 Stellvertretender Technischer Direktor des bemannten Raumfahrtprogramms) mit Treibstoffen für Feststoffraketentriebwerke.

## Bemanntes Raumfahrtprogramm

### Erste Phase
Nach der Genehmigung im September 1992 wurde in Peking eine eigene Organisation geschaffen, die das bemannte Raumfahrtprogramm umsetzen sollte, mit einer Doppelspitze aus militärischem Kommandanten (General Ding Henggao) und Technischem Direktor (Wang Yongzhi), und darunter dem eigentlichen Büro für bemannte Raumfahrt, das ähnliche Aufgaben hatte wie die Nationale Raumfahrtbehörde Chinas bei der unbemannten Raumfahrt. Im Jahr 1999 hatten viele der leitenden Ingenieure dort bereits das gesetzliche Rentenalter von 60 Jahren erreicht, Wang Yongzhi war 67. Es war Zeit für einen Generationswechsel. In der Arbeitsgruppe Machbarkeitsstudie hatte Zhou Jianping als Assistent von Wang Yongzhi fungiert und dabei einen guten Eindruck hinterlassen. Daher trat das Büro für bemannte Raumfahrt nun auf ihn zu und fragte, ob er in der Technischen Hauptabteilung (总体技术室) arbeiten wollte. Zhou Jianping sagte zu und nahm als Teil der Ingenieurgruppe, die Rakete und Raumschiff auf dem Kosmodrom vor dem Start zu überprüfen hatte, am Start von Shenzhou 1 am 19. November 1999 teil.
Im April 2000 wurde er zum Leiter der Technischen Hauptabteilung ernannt. Parallel dazu war er zu diesem Zeitpunkt immer noch als Professor an der Universität für Wissenschaft und Technik der Landesverteidigung tätig.

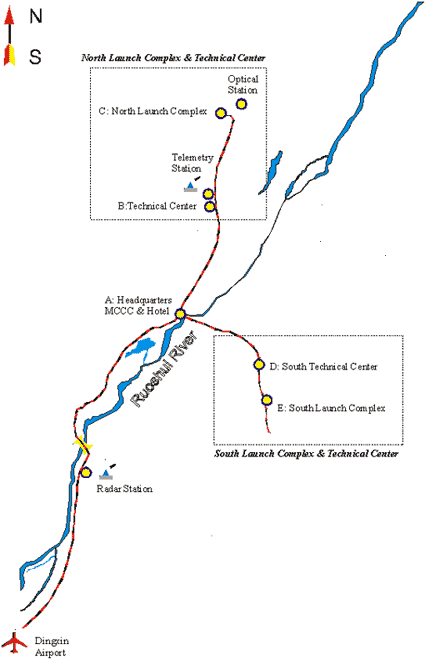
Kosmodrom Jiuquan

Nach dem unbemannten Testflug von Shenzhou 3 Ende März 2002 wurde Zhou Jianping zum Chefingenieur des 1994–1998 erbauten Raketenstartplatzes für bemannte Raumfahrt (载人航天发射场), auch bekannt als „Startrampe 91“ (91号发射阵地) oder „South Launch Complex“, auf dem Kosmodrom Jiuquan ernannt.
Während er bei der Technischen Hauptabteilung zwar ein breit gefächertes Aufgabengebiet hatte, sich aber nicht mit Details zu befassen brauchte, war er als Chefingenieur auf dem Kosmodrom mit sehr konkreten Problemen konfrontiert, in die er sich erst einarbeiten musste. Da er jedoch seit Shenzhou 1 an allen Starts persönlich teilgenommen hatte, erwies er sich dem als gewachsen. Das Hauptproblem war damals die Qualitätskontrolle, und bei Shenzhou 4, dem ersten Start, den er persönlich zu verantworten hatte, die Entscheidung, ob am 29. Dezember 2002 bei einer Temperatur von −28 °C geflogen werden konnte. Man verfügte noch über keinerlei Erfahrung mit Starts bei diesen Temperaturen. Es war zum Beispiel fraglich, ob die Hydraulik, die die Haltearme der Rakete vor dem Start wegschwenkte, noch funktionieren würde. Nach Rücksprache mit den Technischen Direktoren der anderen Systeme entschied sich Zhou Jianping für eine Fortsetzung der Startvorbereitungen und hatte Glück – die Mission Shenzhou 4 verlief einwandfrei, womit der Weg für den ersten bemannten Raumflug Chinas frei war.
Für die bemannte Mission Shenzhou 5 wurde Zhou Jianping 2003 zum Technischen Direktor des Kosmodromsystems (发射场系统) ernannt, einem der damals sieben großen Aufgabenbereiche des Büros für bemannte Raumfahrt. Damals war gerade die SARS-Pandemie 2002/2003 ausgebrochen, aber da sich zu diesem Zeitpunkt die chinesische Raumfahrt primär in der abgeschotteten Raumfahrtstadt im Norden Pekings und anderen für die Öffentlichkeit nicht zugänglichen Bereichen abspielte, hatte die Pandemie keine großen Auswirkungen auf die Missionsvorbereitungen. Eine größere psychische Belastung für die Techniker und Ingenieure bildeten dagegen der Absturz der Raumfähre Columbia am 1. Februar 2003, bei dem alle sieben Besatzungsmitglieder ums Leben kamen, und die Raketenexplosion auf dem brasilianischen Centro de Lançamento de Alcântara am 22. August 2003, bei der 21 Menschen starben.
Dazu kam noch, dass dem Start vom Zentralkomitee der Kommunistischen Partei Chinas im Vorfeld eine große Bedeutung zugemessen worden war. Ein gewisser Vorteil bei der Shenzhou-5-Mission war, dass sich bei den vorangegangenen Testflügen eine ganze Reihe von Fehlern gezeigt hatte, die mittlerweile korrigiert worden waren. Außerdem bat man für die Abnahme der Testprotokolle auf dem Kosmodrom auswärtige Experten hinzu. Es gab zwar immer noch einige Probleme, die aber alle vor Ort gelöst werden konnten. Am 15. Oktober 2003 hob Yang Liwei als erster Chinese ins All ab und kehrte knapp einen Tag später sicher zurück.

### Zweite Phase
Nach der erfolgreichen Mission Shenzhou 6 im Oktober 2005, wo erstmals zwei Raumfahrer ins All flogen, wurde die erste Phase des bemannten Raumfahrtprogramms für abgeschlossen erklärt. 2006 übergab Wang Yongzhi, mittlerweile 74 Jahre alt, das Amt des Technischen Direktors an Zhou Jianping. Damit war er nun für die zweite Phase des Programms, also zunächst die Meisterung der Technologien für Außenbordeinsätze, zuständig. Mittlerweile war die Technik bei den Shenzhou-Raumschiffen und auch bei der Trägerrakete Changzheng 2F weitgehend ausgereift. Als Zhai Zhigang am 27. September 2008 den ersten chinesischen Weltraumausstieg absolvierte, hatte er zwar zunächst einige Probleme, die Außenluke des Orbitalmoduls zu öffnen, die immer wieder zufiel, aber ansonsten verlief die Mission Shenzhou 7 reibungslos, ebenso wie die folgenden Flüge zu den Raumlabors Tiangong 1 und Tiangong 2. Nach dem kontrollierten Absturz von Tiangong 2 am 19. Juli 2019 wurde die zweite Phase des bemannten Raumfahrtprogramms für beendet erklärt.

### Dritte Phase
Für die dritte Phase, den Bau einer modularen Raumstation, wurde Zhou Jianping, seit 2013 Mitglied der Chinesischen Akademie der Ingenieurwissenschaften und mit 62 Jahren eigentlich schon im Rentenalter, am 15. Oktober 2019 in seinem Amt als Technischer Direktor des Programms bestätigt.
Die Volksrepublik China hatte bereits in den 1990er Jahren den Wunsch einer Beteiligung an der Internationalen Raumstation ISS geäußert, war aber am Veto der USA gescheitert. Am 15. April 2011 untersagte der 112. Kongress der Vereinigten Staaten dann der NASA per Gesetz jegliche Zusammenarbeit mit China.
Dennoch beschloss das Büro für bemannte Raumfahrt, dass die Chinesische Raumstation allen Nationen, einschließlich der USA, offensteht. Dies stößt in Teilen der chinesischen Öffentlichkeit auf wenig Verständnis. Zhou Jianping, der zwei Jahre in den USA verbracht hatte, betont dagegen immer wieder, dass, wie bereits Konfuzius im VII. Buch der „Gespräche“ gesagt hatte, der Edle großzügig ist.
Am 17. April 2022 wurde diese Aussage von Hao Chun (郝淳), dem Direktor des Büros für bemannte Raumfahrt, relativiert. Auf der Pressekonferenz nach dem erfolgreichen Abschluss der Mission Shenzhou 13 bestätigte Hao Chun zwar, dass seine Behörde im Prinzip dazu bereit wäre, mit Raumfahrern aller Nationen zusammenzuarbeiten, schränkte dies aber insoweit ein, als er betonte, dass sich das nur auf Staaten bezog, die sich der friedlichen Nutzung des Weltalls verschrieben hätten.
Damit war die Grundlage für einen Ausschluss von Unterzeichnern der Artemis Accords gelegt, die ein Recht auf individuelle Nutzung von Weltraumressourcen postulieren.

## Politisches Engagement
Zhou Jianping ist zwar kein Mitglied einer politischen Partei, aber am 1. Februar 2013 wurde er für die 12. Legislaturperiode (2013–2018) als Vertreter der Wissenschaftlich-technischen Kreise (科学技术界) in die Politische Konsultativkonferenz des chinesischen Volkes berufen.

Auch für die 13. Legislaturperiode (2018–2023) wurde er als einer der 112 Vertreter der Wissenschaftlich-technischen Kreise in die Politische Konsultativkonferenz berufen.

## Werke
Im Laufe seines Lebens verfasste Zhou Jianping eine ganze Reihe von Aufsätzen und wissenschaftlichen Werken, unter anderem:
- 分布参数系统的传递函数方法 (Übertragungsfunktionen bei verteilt parametrischen Systemen). 科学出版社, 2010.
- 航天项目管理 (Verwaltung von Raumfahrtprogrammen; Übersetzung von Space Program Management: Methods and Tools von Marcello Spagnulo et al.). 国防工业出版社, 2013.
- 空间交会对接技术 (Technologie der Rendezvous- und Andockmanöver). 国防工业出版社, 2013.